# Carobbiit
Carobbiit ist ein sehr selten vorkommendes Mineral aus der Mineralklasse der Halogenide mit der chemischen Zusammensetzung KF und damit chemisch gesehen Kaliumfluorid.
Carobbiit kristallisiert im kubischen Kristallsystem und entwickelt meist winzige, farblose bis weiße, kubische Kristalle. Da das Mineral stark hygroskopisch (wasseranziehend) und sehr gut wasserlöslich ist, zerfließen die Kristalle schon nach kurzer Zeit an der Luft.

## Etymologie und Geschichte
Natürlich vorkommendes Kaliumfluorid wurde erstmals 1936 vom italienischen Geologen Guido Carobbi am Vesuv in Italien gefunden und beschrieben. Als Mineral anerkannt wurde es allerdings erst 1956, als Hugo Strunz das Material erneut untersuchte und Carobbis Entdeckungen bestätigte. Er benannte das Mineral nach seinem ursprünglichen Entdecker.

## Klassifikation
Bereits in der veralteten, aber teilweise noch gebräuchlichen 8. Auflage der Mineralsystematik nach Strunz gehörte der Carobbiit zur Mineralklasse der „Halogenide“ und dort zur Abteilung „Einfache Halogenide“, wo er zusammen mit Bromargyrit, Chlorargyrit, Halit, Sylvin und Villiaumit die „Halit-Reihe“ mit der System-Nr. III/A.02 bildete.
Die seit 2001 gültige und von der International Mineralogical Association (IMA) verwendete 9. Auflage der Strunz’schen Mineralsystematik ordnet den Carobbiit in die etwas verfeinerte Abteilung „Einfache Halogenide ohne H2O“ ein. Diese ist zudem weiter unterteilt nach dem Stoffmengenverhältnis von Metall (M) zu Halogen (X), so dass das Mineral entsprechend seiner Zusammensetzung in der Unterabteilung „M : X = 1 : 1 und 2 : 3“ zu finden ist, wo es zusammen mit Griceit, Halit, Sylvin und Villiaumit die „Halitgruppe“ mit der System-Nr. 3.AA.20 bildet.
Auch die vorwiegend im englischen Sprachraum gebräuchliche Systematik der Minerale nach Dana ordnet den Carobbiit in die Klasse und gleichnamige Abteilung der „Halogenide“ ein. Hier ist er ebenfalls als Mitglied der „Halitgruppe“ mit der System-Nr. 09.01.01 innerhalb der Unterabteilung „Wasserfreie und wasserhaltige Halogenide mit der Formel AX“ zu finden.

## Kristallstruktur

Struktur von Carobbit

Carobbiit kristallisiert im kubischen Kristallsystem in der Raumgruppe Fm3m (Raumgruppen-Nr. 225) mit dem Gitterparameter a = 5,34 Å sowie vier Formeleinheiten pro Elementarzelle.

## Eigenschaften
Durch seinen Kaliumgehalt von bis zu 67,30 % mit einem Anteil an radioaktivem 40K von maximal 0,0117 % kann Carobbiit schwach radioaktiv sein. Unter Berücksichtigung der Mengenanteile der radioaktiven Elemente in der idealisierten Summenformel sowie der Folgezerfälle der natürlichen Zerfallsreihen wird für das Mineral eine spezifische Aktivität von etwa 20 Bq/g angegeben. Der zitierte Wert kann je nach Mineralgehalt und Zusammensetzung der Stufen deutlich abweichen, auch sind selektive An- oder Abreicherungen der radioaktiven Zerfallsprodukte möglich und ändern die Aktivität.

## Bildung und Fundorte
Carobbiit bildet sich in Stalaktiten in Lavahöhlen. Es ist vergesellschaftet mit Halit, Mercallit und Hieratit. Neben der Typlokalität am Vesuv ist lediglich ein weiterer Fundort in der Präfektur Iburi auf der japanischen Insel Hokkaidō bekannt.